# Comuna Samokov, Sofia
Samokov (în bulgară Самоков) este o comună în regiunea Sofia, Bulgaria, formată din orașul Samokov și 26 de sate. 

## Localități componente

### Orașe
- Samokov

### Sate
| - Alino - Belcin - Belcinski Bani - Beli Iskăr - Dolni Okol - Dospei - Dragușinovo - Gorni Okol - Govedarți | - Guțal - Iarebkovița - Iarlovo - Kovacevți - Madjare - Mala Țărkva - Marița - Popoveane | - Prodanovți - Raduil - Raiovo - Relovo - Zlokucene - Klisura - Novo Selo - Șipoceane - Șiroki Dol |

## Demografie
Componența etnică a comunei Samokov
     Romi (13,52%)
     Bulgari (78,32%)
     Nicio identificare (7,31%)
     Turci (0,18%)
     Altele (0,63%)
La recensământul din 2011, populația comunei Samokov era de 38.089 locuitori. Din punct de vedere etnic, majoritatea locuitorilor (78,32%) erau bulgari, cu o minoritate de romi (13,52%). Pentru 7,31% din locuitori nu este cunoscută apartenența etnică.

## Personalități născute aici
- Liudmila Jivkova (1942 - 1981), fiica fostului președinte Todor Jivkov.